# 茨察皮納

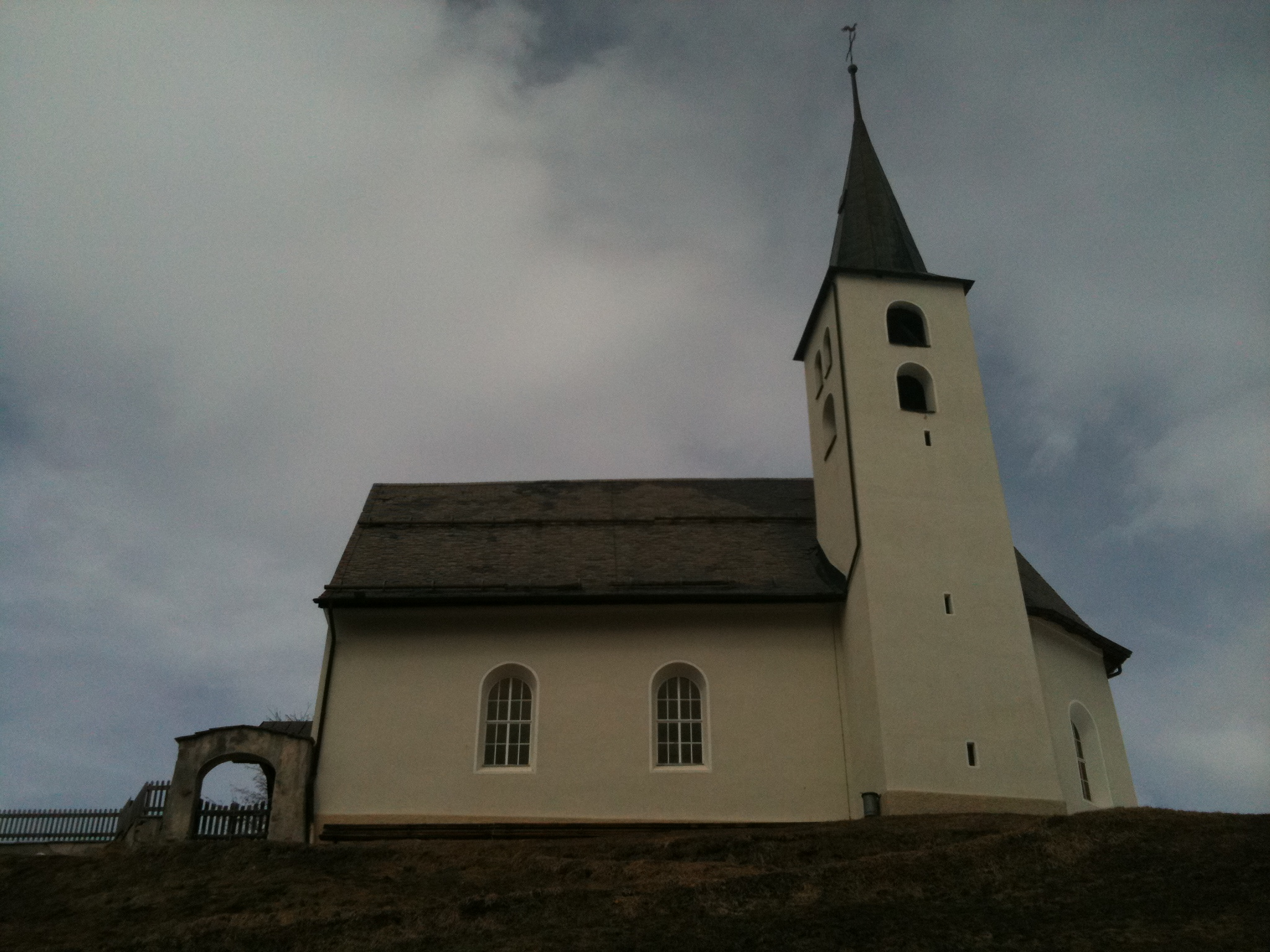

茨察皮納是瑞士的城鎮，位於該國東部，由格勞賓登州負責管轄，面積24.67平方公里，海拔高度1,400米，2011年人口139，人口密度每平方公里6人。

## 外部連結
- Official website （德文）